# Devgarh
Devgarh (o Deogarh) è una suddivisione dell'India, classificata come municipality, di 16.500 abitanti, situata nel distretto di Rajsamand, nello stato federato del Rajasthan. In base al numero di abitanti la città rientra nella classe IV (da 10.000 a 19.999 persone).

## Geografia fisica
La città è situata a 25° 31' 60 N e 73° 54' 0 E e ha un'altitudine di 637 m s.l.m..

## Società

### Evoluzione demografica
Al censimento del 2001 la popolazione di Devgarh assommava a 16.500 persone, delle quali 8.428 maschi e 8.072 femmine. I bambini di età inferiore o uguale ai sei anni assommavano a 2.672, dei quali 1.433 maschi e 1.239 femmine. Infine, coloro che erano in grado di saper almeno leggere e scrivere erano 10.761, dei quali 6.387 maschi e 4.374 femmine.